# Abbas Farid
Abbas Farid, född 10 oktober 1983, är en brittisk freestylare inom fotboll. Han har pakistanskt ursprung.
Farid vann en tävling i fotbollfreestyle arrangerad av Nike, en tävling där över 30 000 deltagare var med.
Han har efter det varit med i ett flertal musikvideor, till exempel i en Jay Sean-musikvideo.
Abbas är skapare av ett flertal tricks inom sporten, bland annat AATW (Abbas Around the World), HXO (Heel Crossover), samt Sole Flip.